# Chincha Alta
La ville de Chincha Alta est une ville du Pérou située dans la région d’Ica, chef-lieu de la province de Chincha et localisée à 200 kilomètres au sud de la capitale Lima.

## Étymologie
Chincha, du quechua « Chincay », signifie dieu jaguar.

## Géographie
- Superficie : 238,34 km²
- Population : 63 671 habitants[1] (2015)

## Histoire
La ville est sur le territoire des Chincha, une seigneurie qui prospérait à la « Période intermédiaire tardive » entre 900 apr. J.-C. et 1450 apr. J.-C. puis est devenu une partie de l'Empire inca vers 1480.
En août 2007, la ville et la région ont été dévastées par le séisme de Pisco.

## Personnalités
- Carlos Braché (1938-), peintre, dessinateur et lithographe post-surréaliste né à Chincha Alta.